# Désirée Schmalschläger
D.H. (Désirée) Schmalschläger (Heerlen, 30 maart 1965) is een Nederlandse bestuurder en GroenLinks-politica. Sinds 3 september 2019 is zij burgemeester van Leudal.

## Carrière
Schmalschläger werd geboren in Heerlen. Ze groeide op in Brunssum. Ze studeerde rechten aan de Universiteit Utrecht, maar brak deze studie af. Daarna werkte ze enige tijd als makelaar. Zij is gehuwd en heeft twee kinderen.
Bij de Nederlandse gemeenteraadsverkiezingen 2002 werd zij verkozen tot gemeenteraadslid voor GroenLinks in De Bilt. Tijdens de periode fuseerden GroenLinks en de PvdA tot een fractie. Schmalschläger werd fractievoorzitter, vicevoorzitter van de gemeenteraad en voorzitter van de vertrouwenscommissie voor een nieuwe burgemeester. Bij de gemeenteraadsverkiezingen van 2006 en 2010 was ze lijsttrekker voor de combinatie van PvdA/GroenLinks. In 2010 werd Schmalschläger wethouder in Heiloo. Ze was wethouder namens de combinatie GroenLinks/D66 en de lokale partij Heiloo 2000. Ze had duurzaamheid, het Grondbedrijf, volkshuisvesting, ruimtelijke ordening en het beheer van de openbare ruimte in haar portefeuille en was locoburgemeester.
Op 27 juni 2013 werd Schmalschläger benoemd tot burgemeester in Nuth. Ze was eerste burgemeester die benoemd werd door koning Willem-Alexander. Met ingang van 1 januari 2019 werd gemeente Nuth door herindeling samengevoegd met de gemeentes Schinnen en Onderbanken en ging verder onder de naam gemeente Beekdaelen. De functie van mevrouw Schmalschläger kwam daarmee te vervallen. Op 7 januari 2019 kreeg zij bij haar afscheid de gemeentelijke erepenning van de gemeente Nuth uitgereikt door waarnemend voorzitter van de gemeenteraad mr. Jack Jetten. Schmalschläger werd op 8 april 2019 door Wim van de Donk, commissaris van de Koning van Noord-Brabant, benoemd tot waarnemend burgemeester van de gemeente Geldrop-Mierlo. Zij verving de op 11 maart 2019 opgestapte burgemeester Berry Link.
In juni 2019 werd ze door de gemeenteraad van Leudal voorgedragen om daar burgemeester te worden. Op 2 september 2019 werd bekendgemaakt dat zij door de ministerraad op voordracht van de minister van Binnenlandse Zaken en Koninkrijksrelaties bij koninklijk besluit was benoemd met ingang van 3 september 2019. Op die datum werd zij door gouverneur Theo Bovens beëdigd in kasteel Groot Buggenum te Grathem tijdens een buitengewone vergadering van de gemeenteraad van Leudal. Tegelijkertijd vond de installatie plaats.